# Nenad Gračan
Nenad Gračan és un exfutbolista i entrenador croat, nascut a Rijeka el 23 de gener de 1962. Ocupava la posició de migcampista.
Va militar a l'NK Rijeka, NK Hajduk Split i Reial Oviedo. Va guanyar la Copa de Iugoslàvia de 1987.
Amb la selecció iugoslava hi va jugar 10 partits, tot marcant 2 gols. Va participar amb la selecció olímpica del seu país als Jocs Olímpics de Los Angeles 1984, obtenint la medalla de bronze.

## Entrenador
Després de la seua retirada, Gracan ha dirigit els següents equips:
- 00/01 NK Rijeka
- 01/02 NK Hajduk Split
- 01/02 Koper
- 02/03 Osijek
- 04/05 Dinamo de Zagreb
- 07/08 Istra 1961
- 08/... Nafta